# 1936 في الولايات المتحدة
فيما يلي قوائم الأحداث التي وقعت خلال عام 1936 في الولايات المتحدة.

## سياسة

### تعيين في المنصب
- 25 سبتمبر – هاري هاينز ودينج وزير حرب الولايات المتحدة.

### انتهاء فترة المنصب
- 1 يناير – فرانك ميرفي High Commissioner to the Philippines [الإنجليزية]‏.
- 1 يناير – نوح مورجن ميسون عضو مجلس ولاية إلينوي.
- 1 يناير – هنري كابوت لودج الابن عضو مجلس نواب ماساتشوستس.

## ظهور
- 1 يناير – الشيخ والبحر رواية من تأليف إرنست همينغوي.
- 1 يناير – لايف

## أفلام
من الأفلام التي صدرت هذه السنة في الولايات المتحدة:
- 1 يناير – آخر سلالة الموهيكيين من إخراج جورج بي. سايتس، إدوارد سمول، جون بولدرستون، باول بيريز.
- 1 يناير – أنتوني السيئ من إخراج مايكل كورتيز، ميرفين لوروا.
- 1 يناير – السيد ديدز يذهب إلى المدينة من إخراج فرانك كابرا.
- 1 يناير – الفتاة البوهيمية من إخراج جيمس دبليو. هورن، تشارلى روجرز، هال روتش.
- 1 يناير – تعال وخذها من إخراج ريتشارد روسون، هاورد هوكس، ويليام وايلر.
- 1 يناير – ثلاث فتيات ذكيات من إخراج هنري كوستر.
- 1 يناير – حديقة الله من إخراج Richard Boleslawski [الإنجليزية]‏.
- 1 يناير – دودسورث من إخراج ويليام وايلر.
- 1 يناير – رقم خاص من إخراج روي دل روث.
- 1 يناير – زيجفيلد العظيم من إخراج روبرت ز. ليونارد [الإنجليزية]‏.
- 1 يناير – سان فرانسيسكو من إخراج دبليو. إس. فان دايك، ديفيد غريفيث.
- 1 يناير – قصة لويس باستور من إخراج وليام ديتيرلي.
- 1 يناير – وقت الميل من إخراج جورج ستيفنز.
- 20 أغسطس – روميو وجولييت من إخراج جورج كوكور.
- 9 أكتوبر – امرأة سيئة السمعة من إخراج جاك كونواي.

## كتب
من الكتب التي صدرت هذه السنة في الولايات المتحدة:
- 1 يناير – عند جبال الجنون من تأليف هوارد فيليبس لافكرافت.
- 1 يناير – كيف تكسب الأصدقاء وتؤثر في الناس من تأليف ديل كارنيجي.
- 1 أبريل – الظل فوق إنسموث من تأليف هوارد فيليبس لافكرافت.
- 1 يونيو – الظل من خارج الزمن من تأليف هوارد فيليبس لافكرافت.
- 10 يونيو – ذهب مع الريح من تأليف مارغريت ميتشل.

## مواليد

### يناير
- 1 يناير – بيرت أومالي
- 1 يناير – جورجينا سبيلفين
- 1 يناير – فلويد بلوم عَالِم من الولايات المتحدة الأمريكية.
- 2 يناير – روجر ميلر
- 6 يناير – دارلين هارد لاعبة كرة مضرب أمريكية.
- 8 يناير - إلين أندرسون، إحاثية أمريكية.
- 10 يناير – روبرت ويلسون عالم فلك أمريكي.
- 10 يناير – ستيفن أمبروز مؤرخ أمريكي.
- 13 يناير – إدوارد ريل ماديجان سياسي أمريكي.
- 13 يناير – فيرنون هاتون لاعب كرة سلة أمريكي.
- 20 يناير – إدوارد فيغنبوم
- 21 يناير – ديك ديفيس
- 22 يناير – آلن هيغير
- 23 يناير – إدوارد سي ستون
- 27 يناير – باري باريش فيزيائي أمريكي.
- 27 يناير – تروي دوناهو ممثل أمريكي.
- 27 يناير – صمويل تينج متحصل على جائزة نوبل للفيزياء.
- 28 يناير – ألن ألدا

### فبراير
- 2 فبراير – وليام بيترسون سياسي أمريكي.
- 4 فبراير – جويل إنجل مهندس من الولايات المتحدة الأمريكية.
- 6 فبراير – دوني بروكس موسيقي أمريكي.
- 8 فبراير – دوني بوتشر لاعب كرة سلة من الولايات المتحدة الأمريكية.
- 11 فبراير – بو إيليس لاعب كرة سلة من الولايات المتحدة الأمريكية.
- 11 فبراير – بيرت رينولدز
- 12 فبراير – جو دون بيكر ممثل أمريكي.
- 14 فبراير – جوان أوبراين
- 17 فبراير – جيمس ناثانيال براون
- 22 فبراير – آرشي ديس لاعب كرة سلة أمريكي.
- 22 فبراير – جون مايكل بيشوب
- 29 فبراير – أليكس روكو
- 29 فبراير – جاك روبرت لازما رائد فضاء أمريكي.

### مارس
- 5 مارس – دين ستوكويل ممثل أمريكي.
- 6 مارس – جيمس روبرت طومسون ضابط من الولايات المتحدة الأمريكية.
- 7 مارس – لورين أكتون رائد فضاء أمريكي.
- 8 مارس – إيرل جاي سيلبيرت محامي أمريكي.
- 8 مارس – ديفيد كراير
- 9 مارس – مارتي انجلز ممثل أمريكي.
- 11 مارس – أنتونين سكاليا
- 11 مارس – شيلي ماكميلون لاعب كرة سلة من الولايات المتحدة الأمريكية.
- 13 مارس – جاك بار لاعب كرة سلة أمريكي.
- 16 مارس – رايموند داماديان
- 17 مارس – كين ماتينجلي رائد فضاء أمريكي.
- 20 مارس – ايفلين فوكس كيلر
- 22 مارس – إديث غروسمان مترجمة أمريكية.
- 30 مارس – روبرت جونز مونتير من الولايات المتحدة الأمريكية.
- 31 مارس – والتر وليامز

### أبريل
- 12 أبريل – تشارلز نابير
- 12 أبريل – توم أديسون
- 14 أبريل – ارلين مارتل
- 14 أبريل – فرانك سيربيكو
- 18 أبريل – دون أول لاعب كرة سلة أمريكي.
- 22 أبريل – غلين كامبل
- 23 أبريل – روي أوربيسون
- 25 أبريل – فريدي ليتل ملاكم من الولايات المتحدة الأمريكية.
- 29 أبريل – روبرت بالمر بيزلي

### مايو
- 3 مايو – خوسيه توريس
- 14 مايو – بوبي دارين
- 17 مايو – دينيس هوبر
- 18 مايو – جو روبرتس لاعب كرة سلة أمريكي.
- 26 مايو – ريتشارد هاريسون
- 27 مايو – لويس جوست جونيور لاعب كرة سلة أمريكي.
- 27 مايو – هيلين إدواردز فيزيائية أمريكية.
- 30 مايو – كير دوليا

### يونيو
- 4 يونيو – بروس ديرن ممثل أمريكي.
- 8 يونيو – روبرت فلويد
- 8 يونيو – كينيث ويلسون
- 22 يونيو – كريس كريستوفيرسن
- 24 يونيو – روبرت داوني سينيور
- 26 يونيو – هال قرير لاعب كرة سلة أمريكي.

### يوليو
- 1 يوليو – فيكتور أرنولد ممثل من الولايات المتحدة الأمريكية.
- 5 يوليو – ريتشارد ستيرنز
- 5 يوليو – شيرلي نايت
- 9 يوليو – جيمس هامبتون
- 10 يوليو – هيربرت بوير
- 15 يوليو – جورج فوينوفيتش سياسي أمريكي.
- 15 يوليو – ستيفن جيلبورن
- 20 يوليو – باربرا مايكولسكي سياسية أمريكية.
- 23 يوليو – أنطوني كينيدي
- 29 يوليو – إليزابيث دول

### أغسطس
- 1 أغسطس – برادفورد بيشوب
- 4 أغسطس – مورين كينيدي سلمان كاتبة من الولايات المتحدة الأمريكية.
- 8 أغسطس – فرانك هوارد
- 12 أغسطس – جون بويندكستر
- 15 أغسطس – بات بريست
- 17 أغسطس – مارجريت هاملتون
- 18 أغسطس – جيمس آر باث
- 18 أغسطس – روبرت ريدفورد ممثل ومخرج.
- 20 أغسطس – ميريام كولون ممثلة بورتوريكية.
- 21 أغسطس – ويلت تشامبرلين
- 24 أغسطس – كيني جين سياسي من الولايات المتحدة الأمريكية.
- 31 أغسطس – مارفا كولينز معلمة من الولايات المتحدة الأمريكية.

### سبتمبر
- 4 سبتمبر – بن وارلي لاعب كرة سلة أمريكي.
- 5 سبتمبر – السي هاستينغز سياسي أمريكي.
- 5 سبتمبر – جوناثان كوزول
- 7 سبتمبر – بروس غراي ممثل كندي.
- 7 سبتمبر – بودي هولي
- 9 سبتمبر – جوان بينيت كينيدي
- 9 سبتمبر – كارلوس أورتيز
- 11 سبتمبر – تشارلز ديركوب ممثل أمريكي.
- 13 سبتمبر – دجو تاتا ممثل أمريكي.
- 14 سبتمبر – فريد مراد
- 19 سبتمبر – آل أورتر رياضي أمريكي.
- 19 سبتمبر – ديفيد هيس
- 23 سبتمبر – بيت برينان لاعب كرة سلة أمريكي.
- 24 سبتمبر – جيم هانسون
- 26 سبتمبر – مايك فارمر
- 29 سبتمبر – جيمس فراولي ممثل ومخرج أمريكي.

### أكتوبر
- 2 أكتوبر – ديك بارنيت لاعب كرة سلة أمريكي.
- 2 أكتوبر – كوني ديركينج لاعب كرة سلة أمريكي.
- 4 أكتوبر – هاب ريد لاعب كرة سلة أمريكي.
- 5 أكتوبر – أدريان سميث
- 8 أكتوبر – غاري ألكورن لاعب كرة سلة من الولايات المتحدة الأمريكية.
- 11 أكتوبر – جيم غوردون فولرتون رائد فضاء أمريكي.
- 11 أكتوبر – جيمس ماكفرسون مؤرخ أمريكي.
- 11 أكتوبر – لاري ستافيرمان
- 12 أكتوبر – إرنست ديفيدسون كيميائي أمريكي.
- 13 أكتوبر – كليف جورمان ممثل أمريكي.
- 19 أكتوبر – تشاك هورنر ضابط من الولايات المتحدة الأمريكية.
- 28 أكتوبر – تشارلي دانيلز

### نوفمبر
- 1 نوفمبر – جوني كوكس لاعب كرة سلة من الولايات المتحدة الأمريكية.
- 7 نوفمبر – آل أتليس
- 8 نوفمبر – إدوارد جيبسون رائد فضاء أمريكي.
- 9 نوفمبر – بوب غراهام سياسي أمريكي.
- 19 نوفمبر – ديك كافيت
- 23 نوفمبر – جورج لي
- 25 نوفمبر – مات كلارك ممثل أمريكي.
- 27 نوفمبر – جلين لاني
- 29 نوفمبر – ستيفن إي. هاريس فيزيائي أمريكي.

### ديسمبر
- 7 ديسمبر – مارثا ليان كولينز سياسية أمريكية.
- 8 ديسمبر – ديفيد كارادين
- 17 ديسمبر – أل ميلر
- 22 ديسمبر – توم هوكينز لاعب كرة سلة أمريكي.
- 22 ديسمبر – هيكتور أليزوندو
- 23 ديسمبر – جيمس ستايسي ممثل أمريكي.
- 23 ديسمبر – فريدريك فورست ممثل أمريكي.
- 29 ديسمبر – راي نيتشكه لاعب كرة قدم أمريكية.
- 29 ديسمبر – ماري تايلر مور
- 31 ديسمبر – وليام فرنش أندرسن عالم وراثة من الولايات المتحدة الأمريكية.

## وفيات

### يناير
- 6 يناير – لويز براينت (مواليد 1885) صحفية أمريكية.
- 9 يناير – جون جيلبرت (مواليد 1897)
- 16 يناير – ألبرت فيش (مواليد 1870)
- 26 يناير – هارفي بارنيل (مواليد 1880) سياسي أمريكي.

### فبراير
- 8 فبراير – تشارلز كورتيس (مواليد 1860) سياسي أمريكي.
- 12 فبراير – ابرا تشارلز بلاكوود (مواليد 1878) سياسي أمريكي.
- 16 فبراير – روي د شابين (مواليد 1880) سياسي أمريكي.
- 20 فبراير – فيكتور ه ميتكالف (مواليد 1853) سياسي أمريكي.
- 27 فبراير – جوشوا جورج الكسندر (مواليد 1852) سياسي أمريكي.

### مارس
- 14 مارس – هاري دونكينسون (مواليد 1876) ممثل من الولايات المتحدة الأمريكية.

### أبريل
- 6 أبريل – إدموند بريز (مواليد 1871)
- 18 أبريل – لويس هاو (مواليد 1871) صحفي أمريكي.

### مايو
- 11 مايو – ألكساندر ميتشل بالمر (مواليد 1872) سياسي أمريكي.
- 12 مايو – فرانك باتريك زين (مواليد 1865) لاعب كرة قاعدة من الولايات المتحدة الأمريكية.
- 20 مايو – نيك كوغلي (مواليد 1869)

### يونيو
- 11 يونيو – روبرت هوارد (مواليد 1906) مؤلف أمريكي.
- 20 يونيو – فرانك تشايلدز (مواليد 1867) ملاكم من الولايات المتحدة الأمريكية.
- 24 يونيو – أليس دافنبورت (مواليد 1864)

### يوليو
- 25 يوليو – هنري ويلكوم (مواليد 1853) رجل أعمال من الولايات المتحدة الأمريكية.

### أغسطس
- 1 أغسطس – جورج بيرس اينيس (مواليد 1884) رسام من الولايات المتحدة الأمريكية.
- 27 أغسطس – جورج هنري ديرن (مواليد 1872) سياسي أمريكي.

### سبتمبر
- 14 سبتمبر – إيرفينج ثالبرج (مواليد 1899) منتج أفلام أمريكي.
- 22 سبتمبر – باكي مكفارلاند (مواليد 1888) ملاكم من الولايات المتحدة الأمريكية.

### أكتوبر
- 20 أكتوبر – آن سوليفان (مواليد 1866) معلمة من الولايات المتحدة الأمريكية.

### نوفمبر
- 26 نوفمبر – بيلي بابكي (مواليد 1886) ملاكم من الولايات المتحدة الأمريكية.

### ديسمبر
- 21 ديسمبر – ستانلي روسيتر بندكت (مواليد 1884) كيميائي أمريكي.
- 31 ديسمبر – هنري ستانلي بلومر (مواليد 1874) طبيب باطني من الولايات المتحدة الأمريكية.